# Petar Pavlović
Petar Pavlović (ur. 3 marca 1987 w Rašce) – serbski piłkarz występujący na pozycji obrońcy.
W swojej karierze rozegrał 148 spotkań w serbskiej ekstraklasie.